# Dijckmeesterpolder
De Dijckmeesterpolder is een polder ten westen van Philippine, behorende tot de Polders in de vaarwegen naar Axel en Gent, in de Nederlandse provincie Zeeland. 
Omstreeks 1914 wilde men een dijk aanleggen van de Kleine Stellepolder naar de Angelinapolder, om aldus 600 ha schor in het zuidwestelijk deel van de Braakman in te kunnen worden. Het Pottegat, dat de toegang tot de haven van Boekhoute vormde, zou dan worden afgesloten, zodat een nieuw haventje zou dan aan de noordwestzijde van de dijk kunnen worden gebouwd. Ook de uitwatering van het (Belgische) gebied rond Boekhoute moest gewaarborgd blijven. Door het uitbreken van de Eerste Wereldoorlog -en bezwaren van Belgische zijde- kwam dit plan niet ten uitvoer.
Uiteindelijk werd tot een minder omvattend plan besloten. Dit voorzag in de inpoldering van slechts het oostelijk deel van het beoogde gebied, en de aanleg van het Isabellakanaal ter uitwatering. De haven van Boekhoute zou dan worden aangelegd bij de te bouwen spuisluis, de Isabellasluis.
De werken kwamen gereed in 1920, waarbij een aanzienlijk sluitgat moest worden gedicht. Dit geschiedde door een brug over de af te sluiten kreek te bouwen en bij laag tij daar grond in te storten. De kreek had een debiet van 2.000.000 m3 water per getij.
De polder, die aldus ontstond, heeft een oppervlakte van 344 ha, en ze is vernoemd naar Herman Jacob Dijckmeester, die toen commissaris van de Koningin in Zeeland was.